# Luboš Perek
Luboš Perek (Praga, 26 luglio 1919 – 17 settembre 2020) è stato un astronomo ceco.

## Biografia
In collaborazione con Luboš Kohoutek, nel 1967 pubblicò un catalogo astronomico sulle nebulose planetarie, il Catalogue of Galactic Planetary Nebulae.
Nel 1992 ottenne il premio Jules Janssen  assegnato dalla Société astronomique de France.
Perek è morto nel 2020, ultracentenario.
Gli è stato dedicato l'asteroide della fascia principale 2900 Luboš Perek e nel 2012 gli è stato titolato il telescopio Perek da 2 metri,  operativo dal 1967 e situato presso l'osservatorio di Ondřejov, il più grande della Repubblica Ceca.